# クィーンズアベニュー
クィーンズアベニュー（Queen's Ave.）は、東京都千代田区に本社を置く、日本の芸能事務所である。旧社名は「クィーンズアベニューアルファ」であった。

## 来歴
創業当初はモデルエージェンシーとしてスタートしたが、立河宜子がクラリオンガールに選ばれたのをきっかけにタレント志向を強化。その後も小橋めぐみ、鮎河ナオミなどの人気タレントを多数輩出した。1999年から2003年ごろまでは毎年夏にオーディションを兼ねたイベントを開催していた。
その後、中島礼香の引退や小橋、鮎河などの主要タレントが相次いで退所した後、平子理沙や前田つばさの入所などが発表された。
現在は俳優や声優のマネジメントだけでなくインフルエンサーのマネジメントも手がけ、幅広い分野での活動をサポートしている。

### 年表
- 1989年（平成元年）8月 - 創業[1]。
- 1994年（平成6年）4月 - 会社設立[1]。
- 2016年（平成28年）3月18日 - 社名をクィーンズアベニューアルファからクィーンズアベニューに改称する[3]。
- 2018年（平成30年）11月5日 - 本店（本社）所在地を東京都港区白金台から東京都渋谷区千駄ヶ谷に移転する[3]。
- 2021年（令和3年）2月18日 - 本店（本社）所在地を東京都渋谷区千駄ヶ谷から東京都千代田区麹町（現在の本社所在地）に移転する[3]。
- 2022年（令和4年）10月1日 - グループ会社のDizと合併し、同社の代表取締役社長、澤栗洸紀が当社の代表取締役に就任する[2]。

## 所属タレント

### 男性タレント
- 中村龍介
- 浜崎たつや
- ゆうき
- 参川剛史
- 山野瑞稀
- 出田カケル
- 佐々木仁
- 海老澤健次  - 業務提携

（出典：）

### 女性タレント
- 生田輝
- 角島美緒
- 柊木みずほ
- 美波花音
- 川口果恋
- 大畑杏雛
- 妃鳳こころ

（出典：）

### 声優
- 生田輝
- 星谷実可子
- 蓮水杏那
- 雛里ゆり

（出典：）

### インフルエンサー
現在の所属者は下記のとおり。以前は「ごめんあそばせチャンネル」も所属していた。
- ２すとりーと
- エルビアンTV
- くれちゃんねる（Kure-channel）
- サメニンジャー
- 作っちゃお! by なかやまちえこ
- 七瀬陽
- 根本弥生 / ねもやよ
- ゆいぴはアゴの帝王

（出典：）

## かつて所属していたタレント

### あ行
- 朝岡亜美
- 雨野美咲
- 鮎河ナオミ
- 生澤芹夏
- 伊澤麻璃也
- 市井優
- 伊藤竜翼
- 上口耕平
- 上野裕子
- 岡山外潤
- 小田彩央怜

### か行
- 勝海碧
- 桂亜沙美
- 蒲生麻由
- 川村亜紀
- KING
- 椋名凛 - 結婚後は夫婦での仕事が増えたため、2013年12月10日に高村凛へ改名することを自身の公式ブログで公表した[9]。
- 小橋宏美
- 小橋めぐみ
- 小林結衣

### さ行
- 坂井ひろみ
- 桜井千寿
- 椎名敦士
- 柴田義之
- 白井那奈
- 鈴丘めみ

### た行
- 髙尾光
- 髙橋蘭
- 立河宣子
- 橘杏
- 田上晃吉
- ちゃき

### な行
- 中川愛海
- 長倉正明
- 中島知子（オセロ）
- 中島礼香
- 西川風花
- 西村紗也香（toutou）
- 西村そら
- 西村麻理香（toutou）
- 西村由花

### は行
- 長谷川桃
- 長谷川理恵
- 秦野萌希
- 林裕子
- 平子理沙
- 古屋舞華

### ま行
- 前川笑理
- 前田つばさ
- 増田葵
- 松本千明
- 松本美姫子
- 村上友愛
- 森香
- 森瑠花

### や行
- 谷田貝京子
- 柳田衣里佳
- 山崎詩乃
- 雪中梨世
- 吉岡毅志
- 義達祐未
- よっこ

### わ行
- 脇村杏奈
- 渡邊さくら
- 渡辺大貴